# Eggedal
Pour l’article ayant un titre homophone, voir Egedal.
Eggedal est la partie nord-ouest de la commune de Sigdal dans le comté de Buskerud en Norvège.
L'église d'Eggedal date de 1878,.